# Grande Mosquée al-Nouri
Ne doit pas être confondu avec Grande Mosquée de Mossoul ou  Mosquée al-Nouri de Homs.
La Grande Mosquée al-Nouri (en arabe : جامع النوري, jāmiʿ an-Nūrī) est une mosquée située à Mossoul en Irak. Elle est notable en raison de son ancienneté et de son minaret penché, surnommé al-Hadba (الحدباء, « la Bossue »). Sa construction avait été ordonnée par Noureddine Al-Zink en 1172. 
Elle a été démantelée à l'exception de son minaret, puis reconstruite en 1942 dans le cadre d'une campagne de rénovation. Elle est détruite le 21 juin 2017, ainsi que son minaret, par l'organisation État islamique lors de la bataille de Mossoul.

## Histoire

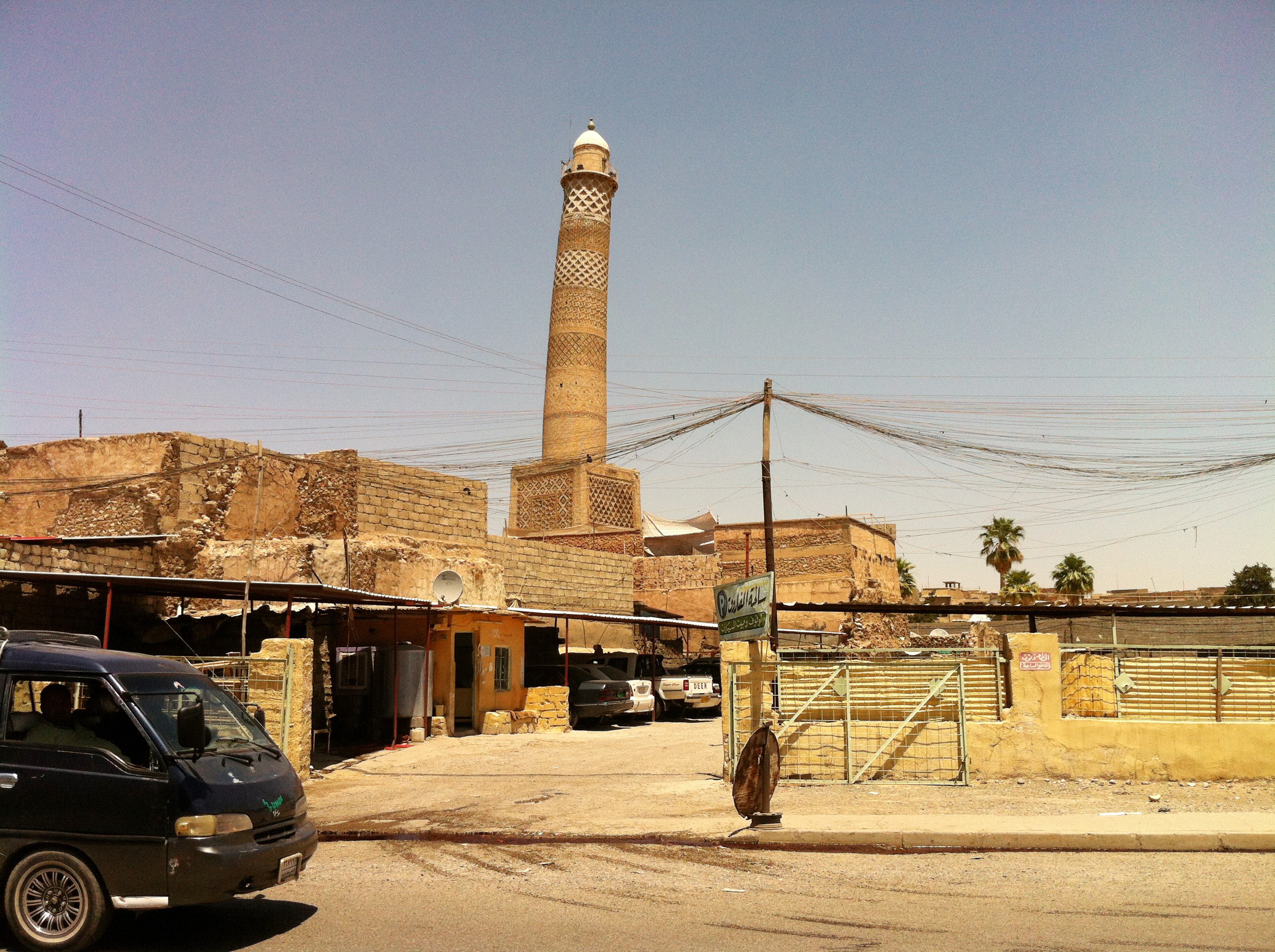
Le minaret de la mosquée en 2013.

### Origines
Selon la tradition, Noureddine Al-Zink fit construire la mosquée en 1172, peu de temps avant sa mort. Selon la chronique de Ibn al-Athîr, après la prise du contrôle de Mossoul par Noureddine, celui-ci donna les ordres suivants à son neveu, Fakhr al-Din :

« [Noureddine] vint à cheval en personne sur le site et le regarda. Il monta dans le minaret de la mosquée d'Abū Ḥāḍir, examina le site de sa mosquée et ordonna que les maisons et les échoppes environnantes soient ajoutées à la terre qu'il avait vu, ajoutant cependant que rien ne devait en être pris sans l'accord des propriétaires. Il confia la charge du projet au Sheikh 'Umar al-Mallā', un homme bon et pieux. Les propriétés [que Noureddine avait désignées] furent rachetées à leurs propriétaires à un prix des plus substantiels, et la construction commença, pour laquelle de grandes sommes furent dépensées. Le monument fut terminé en l'an 568 (c'est-à-dire en 1172-1173). »

Avant de partir lors de la deuxième croisade, au XIIe siècle, Saladin était auparavant venu prêcher à la grande mosquée d'al-Nouri.
La mosquée fait partie d'un complexe religieux comprenant également une médersa, ainsi que le minaret al-Hadba.

### Minaret
La tradition affirme que le minaret al-Hadba s'était ainsi incliné en signe de vénération devant l'isra, le voyage nocturne de Mahomet rapporté par la 17e sourate du Coran. Selon la tradition chrétienne locale, néanmoins, le minaret penche en révérence à la tombe de Marie, supposément située près d'Erbil.
Lorsque le minaret cylindrique fut construit, il s'élevait à 45 mètres de haut, avec sept bandes de briques décoratives représentant des dessins géométriques complexes. Lorsque le voyageur Ibn Battuta vint le visiter au XIVe siècle, le minaret était déjà penché et avait reçu son surnom de al-Hadba (« la Bossue »). La conception du minaret correspond à une forme initialement mise au point dans l'Iran tout proche et en Asie centrale ; il présente des similitudes avec d'autres minarets d'irak du Nord, tels que ceux de Mardin, Sinjar et Erbil.

### Histoire récente

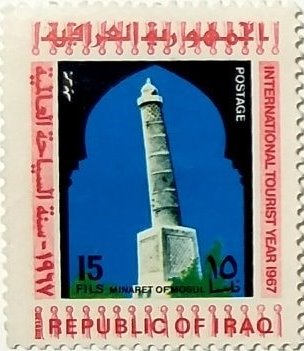
Timbre postal irakien de 1967 représentant la mosquée.

En 1942, le Département des antiquités d'Irak démantela la mosquée et sa médersa, avant de les reconstruire selon un nouveau plan. L'un des rares éléments qui subsistèrent de la construction d'origine était le minaret al-Hadba (« la Bossue »). 
Les bombes qui avaient frappé Mossoul lors de la guerre Iran-Irak (1980-1988) avaient cassé des canalisations souterraines, provoquant l'écoulement d'eaux d'égout qui ont peu a peu déstabilisé le minaret au point de mettre sa survie en péril. Car si le minaret a commencé à pencher peu après sa construction, son inclinaison par rapport à la verticale atteignait huit pieds en 1998, soit 2,40 mètres (à comparer aux 4 mètres de la tour de Pise), cette inclinaison s'accroissant de 16 pouces (40 centimètres environ) entre 1981 et 1998, malgré les travaux de renforcement menés en 1981 par la société italienne Fondedile. Ces travaux ont consisté dans le renforcement des fondations du minaret, de manière à en faire descendre le centre de gravité, selon la méthode des « pieux racines » (pali radice) de l'ingénieur Fernando Lizzi (en),.
Les causes exactes de l'inclinaison du minaret sont controversées ; certains ont blâmé les vents dominants, mais les responsables locaux l'ont attribuée aux effets de la dilatation thermique progressive des briques exposées au soleil. 
Lors de ces dernières années[évasif], des fissures se sont multipliées à la base du minaret, désormais penché de trois mètres par rapport à la verticale[réf. souhaitée]. Il a été inscrit par le Fonds mondial pour les monuments comme un site à surveiller du fait du risque permanent d'effondrement.
Le 4 juillet 2014, le chef de l'organisation terroriste État islamique, Abou Bakr al-Baghdadi, y fait sa première apparition publique lors d'un prêche, quelques jours après la proclamation de son califat,.

### Destruction
Le 21 juin 2017, lors de la bataille de Mossoul, la mosquée est détruite par les djihadistes, ainsi que le minaret al-Habda, alors que l'armée irakienne, arrivée par l'ouest de la vieille ville, est à moins de 50 mètres de l'édifice (destruction peut-être ordonnée par ces djihadistes parce qu'ils croyaient que l'armée irakienne occupait déjà le site, comme le laisse penser un message intercepté). Le gouvernement irakien et l'état-major américain dénoncent la destruction du site par l'État islamique. Ce dernier affirme peu après par son organe de propagande Amaq que la mosquée a été détruite par une frappe aérienne américaine, alors que les photos de la destruction contredisent cette thèse des djihadistes. 

Ruines de la mosquée en 2017
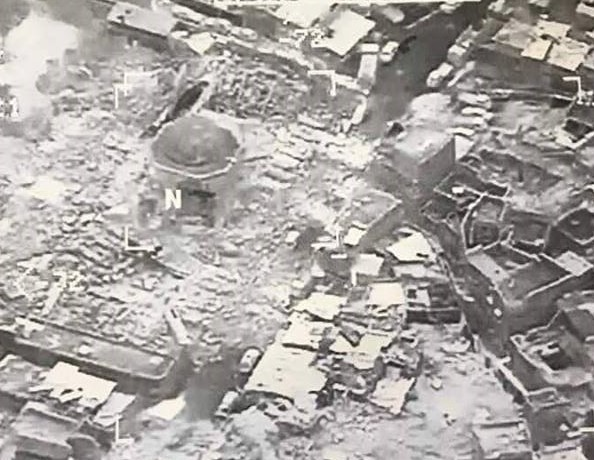
Vue aérienne.
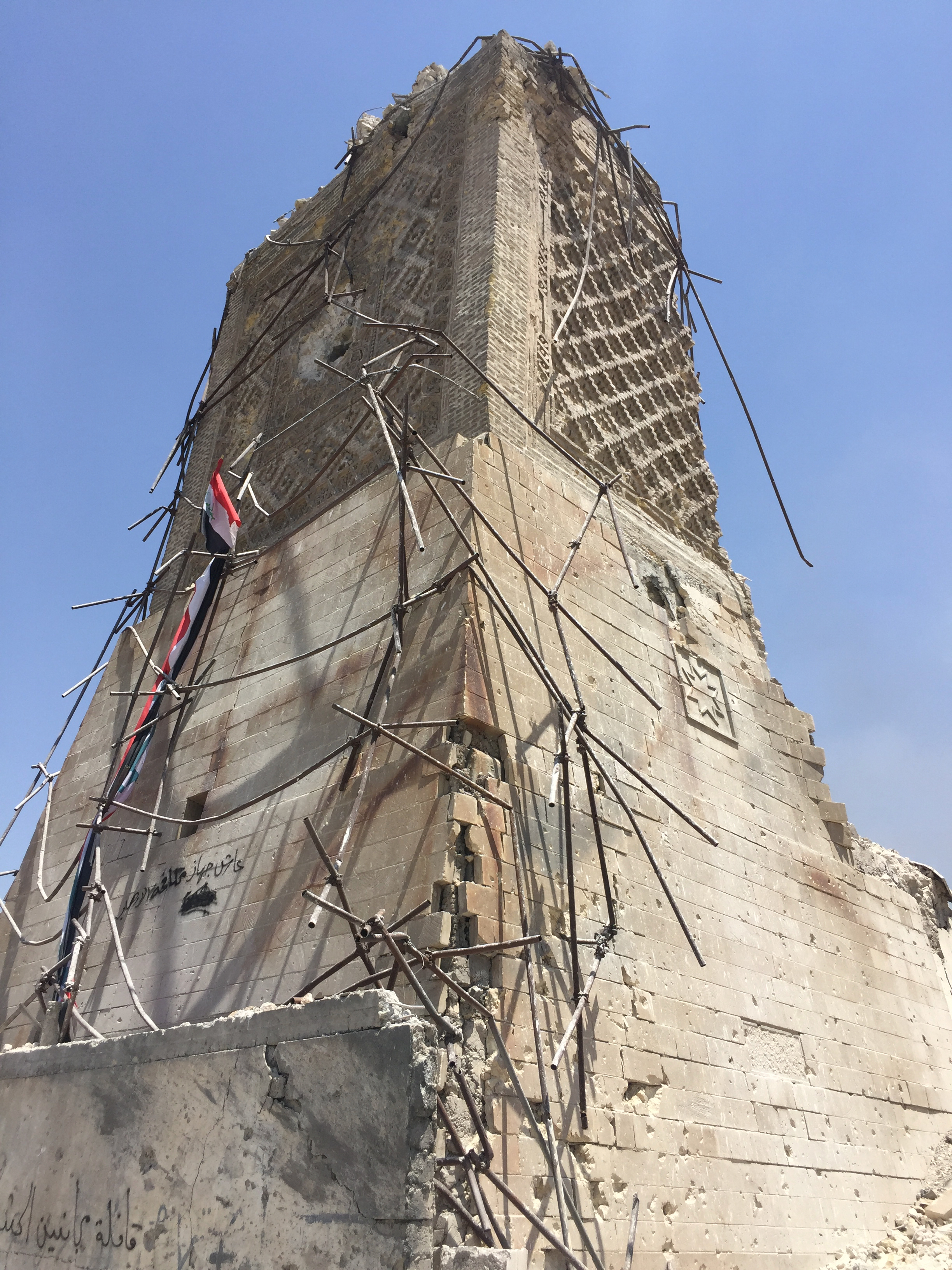
Base du minaret.

Le 29 juin 2017, le Service du contre-terrorisme (CTS) reprend la mosquée désormais totalement en ruine.

### Reconstruction
Le 23 avril 2018, les Émirats arabes unis se sont engagés à reconstruire la mosquée en fournissant 50,4 millions de dollars américains pour financer le projet de reconstruction en collaboration avec l'UNESCO, le ministère de la Culture de l'Irak, et le Centre international d'études pour la conservation et la restauration des biens culturels (ICCROM). Lors de cette annonce, Noura Al Kaabi, ministre de la Culture des Émirats arabes unis, a parlé à la Chatham House, dans le centre de Londres, et a déclaré qu'« il s'agit d'une initiative qui permet de vaincre l'extrémisme dans tous ses aspects » et « nous ne voulons pas permettre la destruction du passé et du présent ». La base du projet est de préserver ce qui reste du minaret penché, de le reconstruire et de lui permettre de conserver sa position antérieure dans la ligne d'horizon de Mossoul tout en préservant la base du minaret ainsi que le prisme carré en tant que mémorial des victimes de l'EI. La commission mixte a tenu sa première réunion aux Émirats arabes unis en septembre 2018, à l'invitation de la ministre de la Culture des Émirats arabes unis, Noura Al Kaabi. La date d'achèvement prévue de la reconstruction prévue est 2023. Les premiers travaux sont lancés le 17 décembre 2018. Après trois ans de travaux préparatoires, au cours desquels on exhume les vestiges d'une salle de prière datant du XIIe siècle, la reconstruction de la mosquée et de son minaret commence en 2022.

Éléments du XIIe siècle, avec calligraphie de versets du Coran, transférés de la mosquée au musée national d'Irak de Bagdad
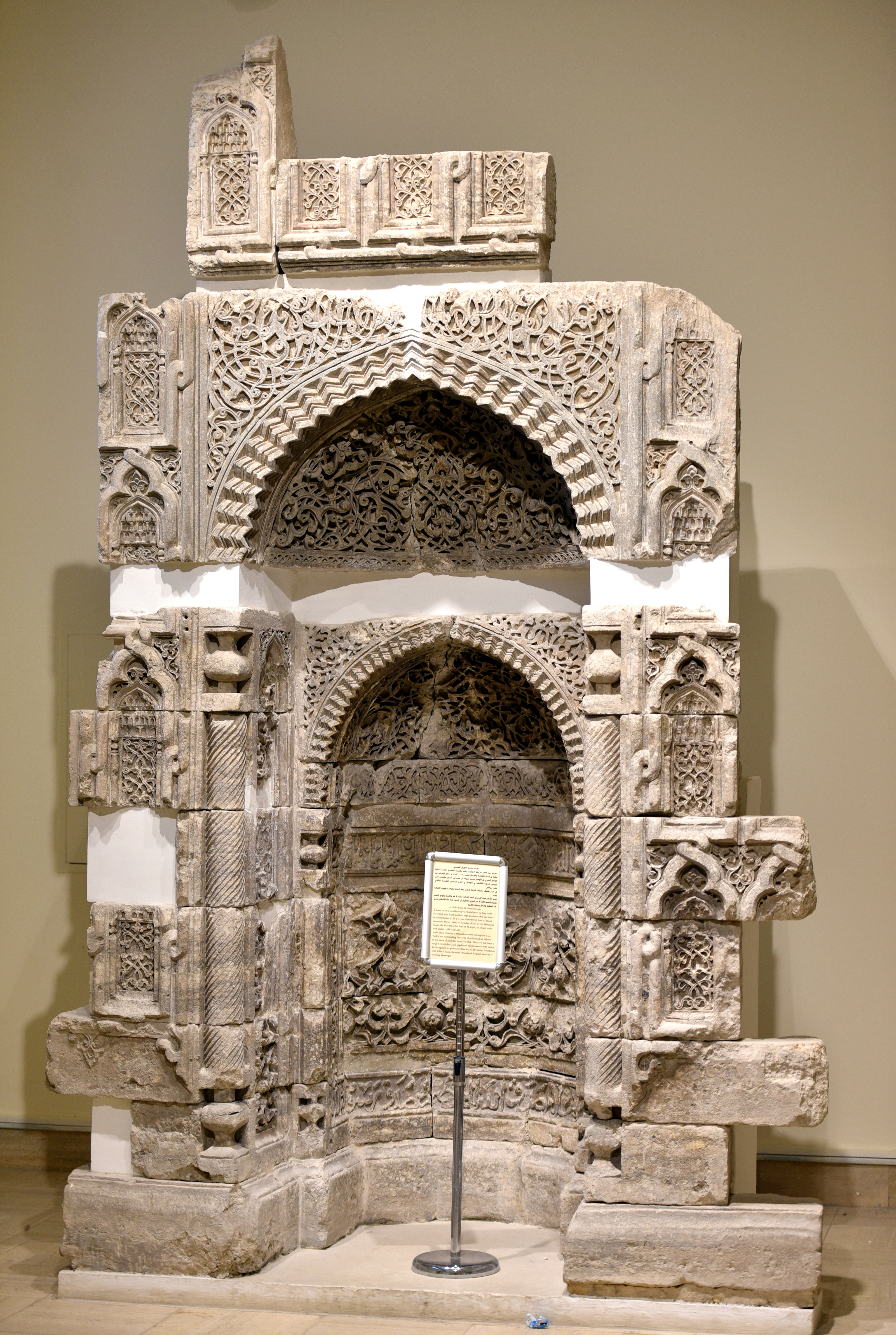
Mihrab en pierre décoré de motifs floraux et des versets 18 et 19 de la sourate al-Imran.
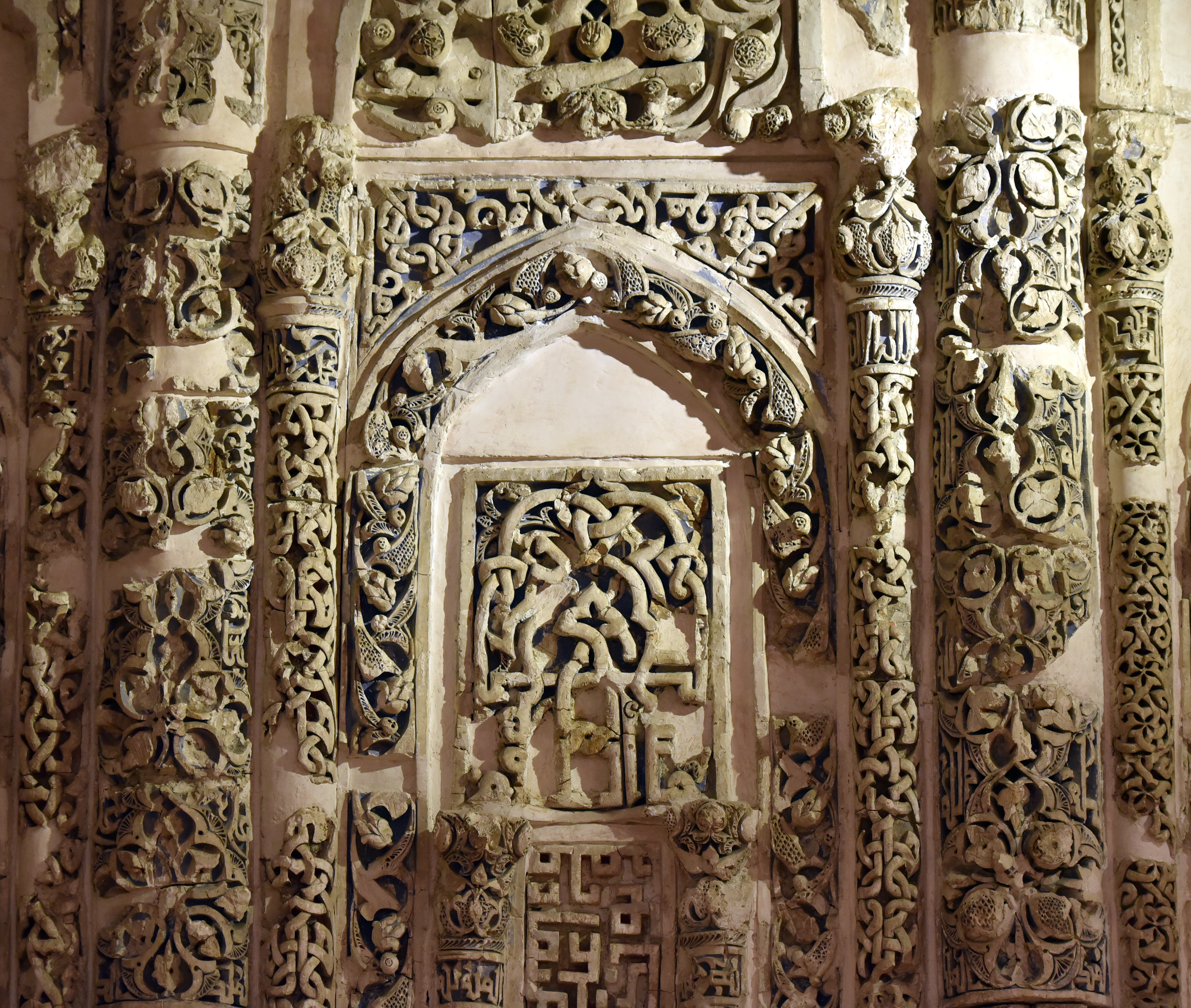
Partie du mur intérieur en gypse surmontant le mihrab.
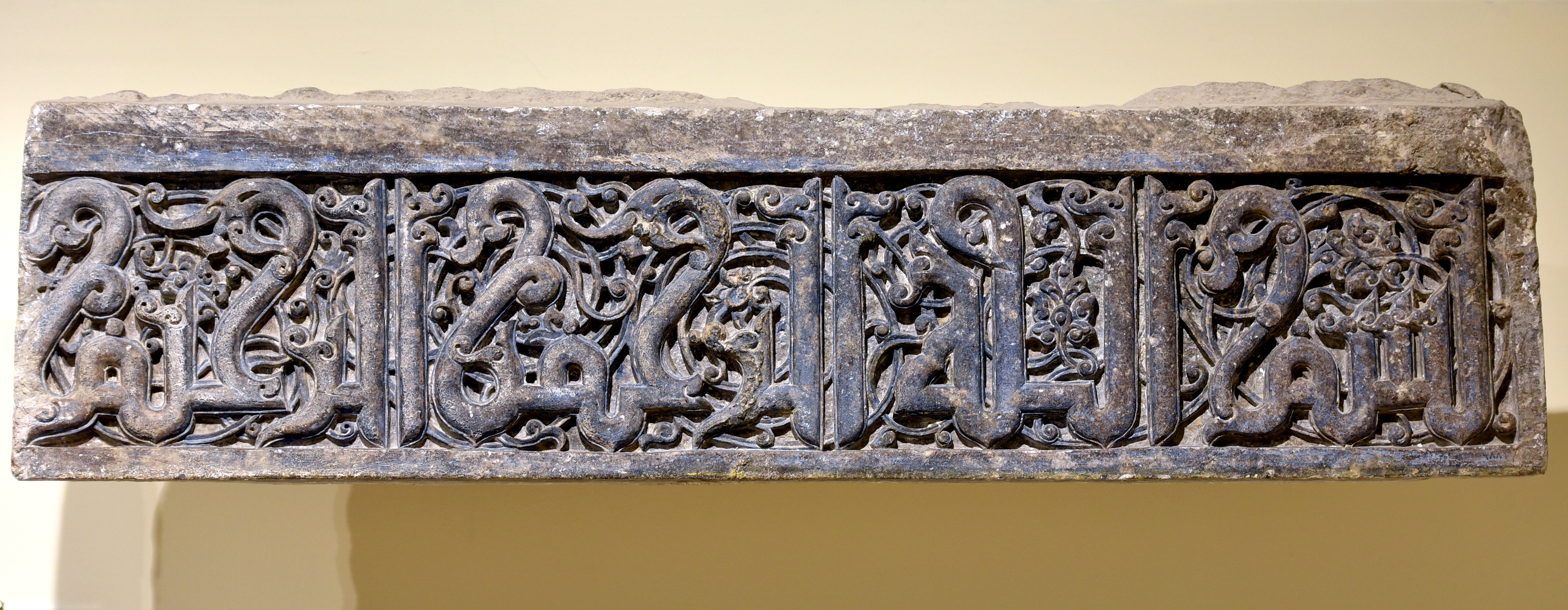
Dalle murale en marbre gravée de la basmala en coufique : « Au nom d'Allah, le Tout Miséricordieux, le Très Miséricordieux ».
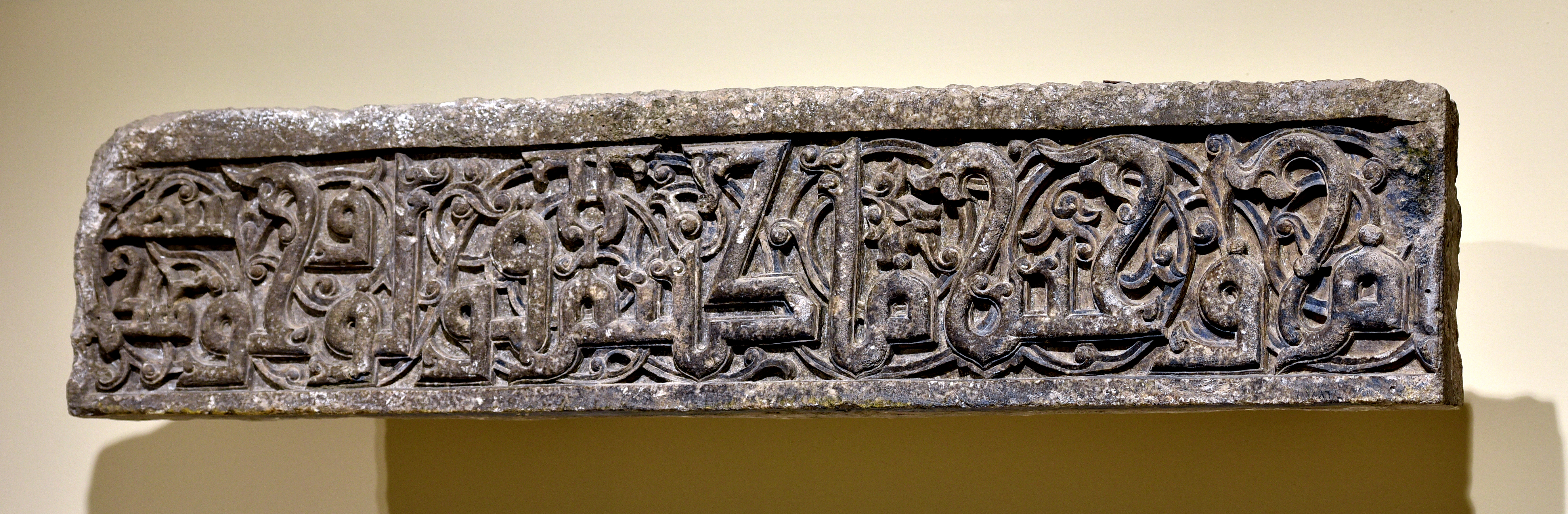
Dalle murale en marbre gravée d'un verset du Coran en coufique.
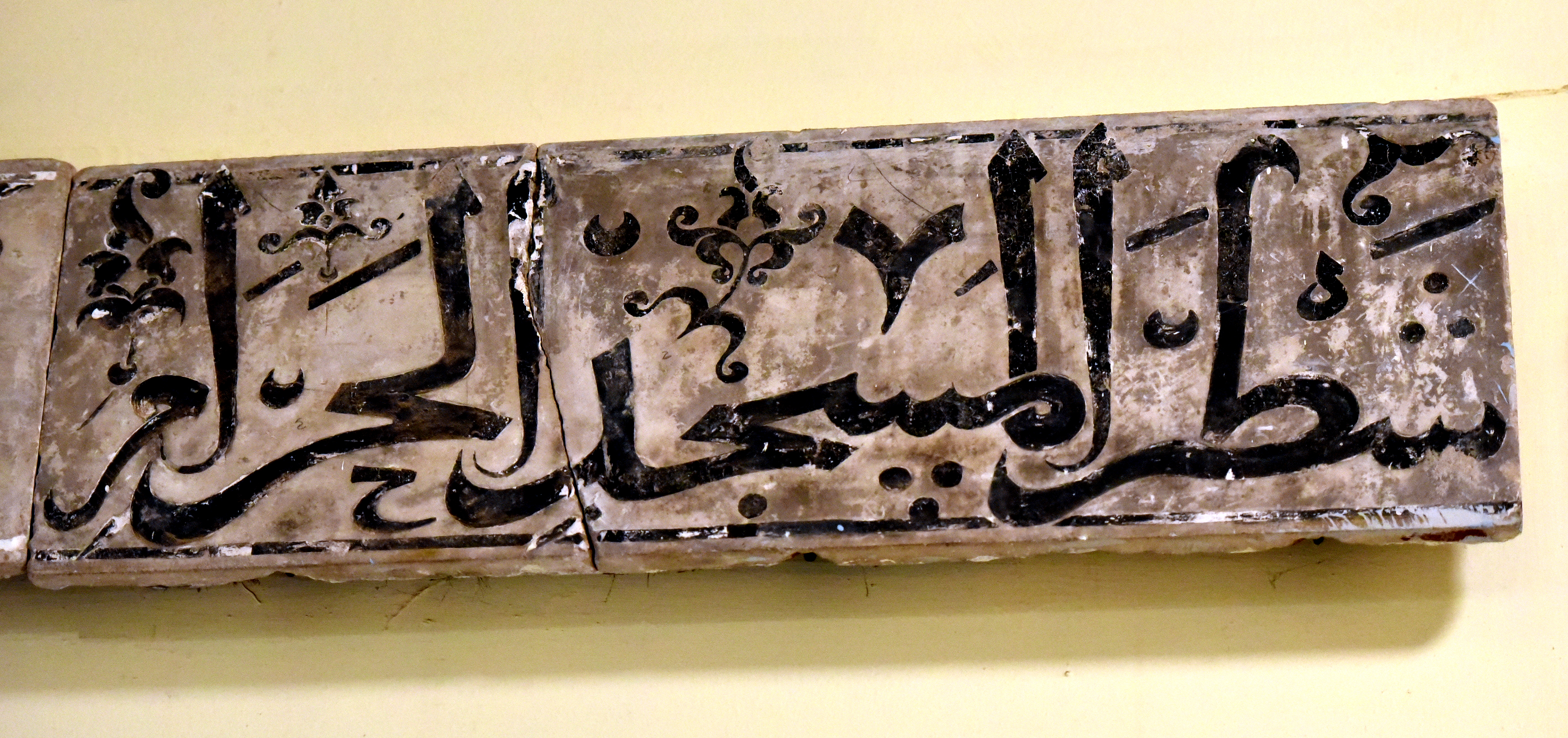
Panneau mural décoré d'un extrait du verset 144 de la sourate al-Baqara en thuluth : « vers la Mosquée sacrée ».